# أديمار ماركيز
أديمار ماركيز هو لاعب كرة قدم برتغالي في مركز الوسط، ولد في 4 مارس 1959 في لشبونة في البرتغال. شارك مع منتخب البرتغال لكرة القدم. أما مع النوادي، فقد لعب مع سبورتينغ لشبونة وفيتوريا سيتوبال ونادي بورتو ونادي بيلينينسش ونادي فارنزي ونادي ماريتيمو.

## وصلات خارجية
- أديمار ماركيز على موقع قاعدة بيانات كرة القدم.إي يو (الإنجليزية)
- أديمار ماركيز على موقع ناشيونال فوتبول تيمز (الإنجليزية)
- أديمار ماركيز على موقع عالم كرة القدم.نت (الإنجليزية)